# 코업 스위트하우스
코업 스위트하우스(영어: CO-OP Sweet House)는 대한민국 강원도 평창군 봉평면에 위치한 지상 8층으로 건설된 총 159세대의 리조트형 아파트이다. 주니어 스위트(46m2) 148세대, 로얄 스위트(90m2) 11세대이며, 내부 층고가 3.8m로 다락방이 설치된 복층 시설에 주방시설이 갖추어져 있다.

## 특징
단지내에 계절에 따라 운영하는 어린이 풀장, 바비큐장, 선탠장 등이 있다. 인근에 휘닉스 평창 스키장, 골프장, 흥정계곡, 소설가 이효석의 생가, 허브나라, 금단계곡, 평창 무이 박물관, 오대산 월정사 등이 있다.

## 같이 보기
- 코업레지던스
- 코업 스타클래스